# Kaikhosro di Cartalia
Kaikhosro di Cartalia, noto anche nelle grafie di Kay Khusrau e Kai Khusraw, in georgiano: ქაიხოსრო (Tbilisi, 1º gennaio 1674 – Tbilisi, 27 settembre 1711), è stato re di Cartalia dal 1709 al 1711.

## Biografia
Kaikhosro era figlio del principe Levan, ed accompagnò suo padre durante il suo servizio nell'Impero persiano safavide. Dal 1703, Kaikhosro stesso ricoprì alti incarichi nell'amministrazione persiana, tra cui la nomina a darougha (prefetto) della capitale di Isfahan e naib (vice) di un divahnato (capo giustiziere). Alla morte di suo zio, Gurgin Khan (Giorgio XI), nel 1709, venne confermato al ruolo di wali/re di Cartalia e sipah-salar (comandante in capo) dell'esercito persiano nell'attuale Afghanistan, oltre a ricevere come possedimenti personali le città di Tabriz e Barda. Trascorse gran parte del suo regno sul campo di battaglia, mentre Cartalia venne amministrata da suo fratello Vakhtang.
Nel novembre del 1709, Kaikhosro guidò un esercito persiano-georgiano, supportato da contingenti del Khorasan, di Herat e di Kerman, contro gli afghani dopo che Gurgin Khan venne sterminato da Mir Wais Hotak, capo ribelle del Ghilzai. Gli sforzi di Kaikhosro per prendere Kandahar, ad ogni modo, risultarono vani. Una fragile tregua venne stabilita, ma nell'estate del 1711 le ostilità ripresero. Kaikhosro forzò i ribelli a ritirarsi entro le mura della città di Kandahar che venne posta sotto assedio. Ad ogni modo, la posizione degli assedianti, divenne ben presto precaria per via degli attacchi del popolo baloch. Il combattimento costò la vita al principe georgiano Alessandro. Il 26 ottobre 1711, Kaikhosro ordinò una ritirata dalla città. Gli afghani attaccarono l'esercito in ritirata ed ottennero una schiacciante vittoria sul nemico; Kaikhosro rimase ucciso cadendo da cavallo e l'intero suo esercito di 30.000 soldati (di cui 700 fuggiti) venne annientato.

## Famiglia
Kaikhosro sposò Ketevan, figlia di un certo Giorgi. Il suo cognome non è noto. Negli anni '20 del XVIII secolo, quando seguì la famiglia reale di Cartalia nel suo esilio nell'Impero russo, divenne nota come tsaritsa Ekaterina Igoriyevna (Екатерина Гиоргиевна). Morì a Mosca il 3 maggio 1730 e venne sepolta nella chiesa greca ortodossa di San Nicola a Kitaigorod.
Kaikhosro ebbe quattro figli, di cui i primi tre avuti da una concubina:
- Principe David (1710—1738) sposò una certa Mariam, visse in Russia e morì a Mosca, venendo sepolto nel Monastero di Donskoy.
- Principessa Ana (m. 1786).
- Principessa Khoreshan (m. 1722) sposò dapprima lo scià Sultan Husayn dell'Iran nel 1710 ed in seconde nozze, dopo la morte dello scià, il khan di Erivan.
- Principe Shahnavaz (Shanaoz-Khan; fl. 1742).